# قنات مروان
قنات مروان، روستایی از توابع بخش مرکزی شهرستان بافت در استان کرمان ایران است.

## جمعیت
این روستا در دهستان بزنجان قرار دارد و براساس سرشماری مرکز آمار ایران در سال 1395، جمعیت آن 342 نفر (113 خانوار) بوده‌است.
آب و هوا و اقلیم
دارای آب وهوای معتدل کوهستانی، زمستان های سرد و مرطوب و تابستان هایی معتدل است.